# 福井県道・石川県道5号福井加賀線

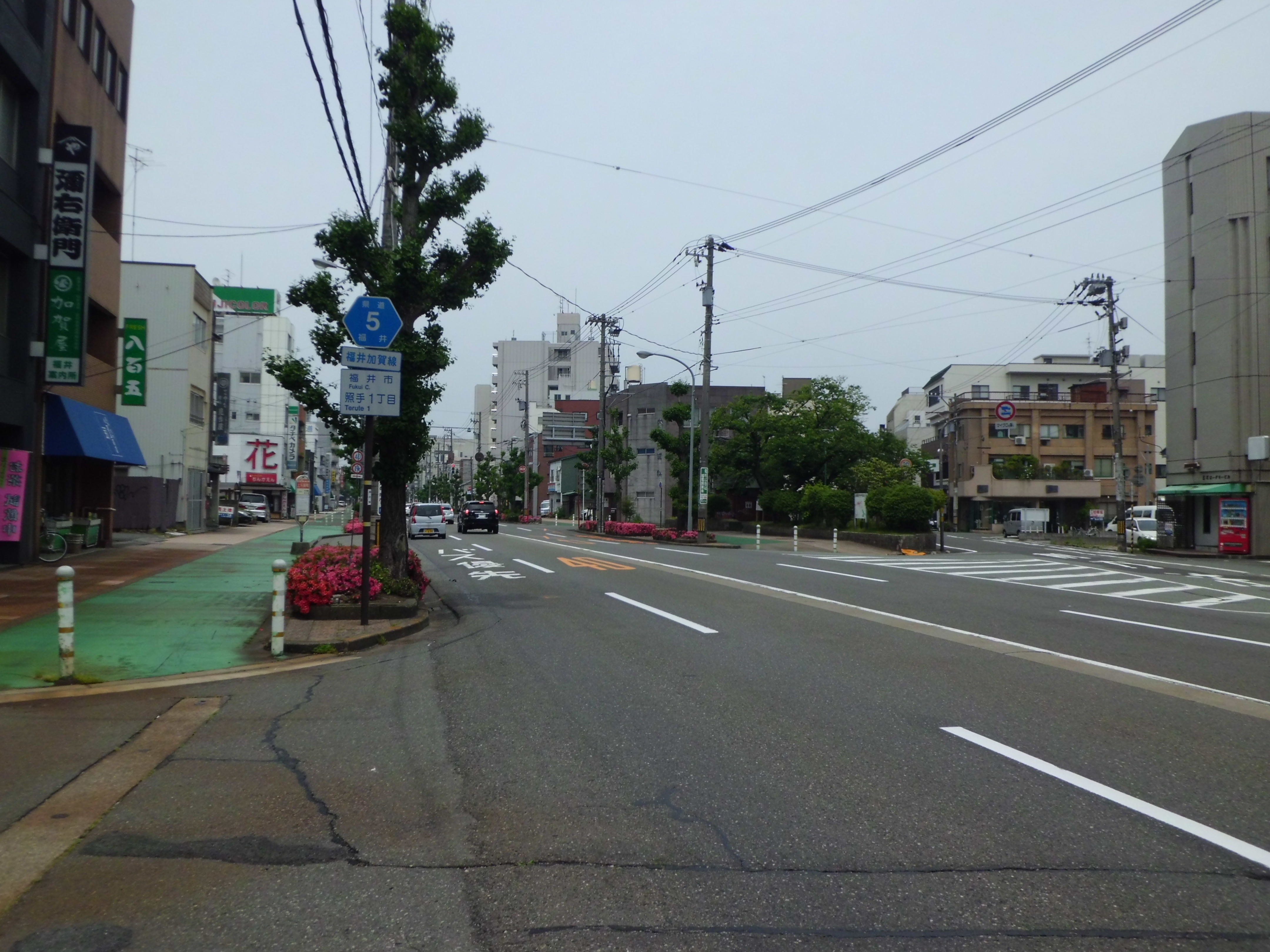
九十九橋北交差点より北を望む（福井県福井市）

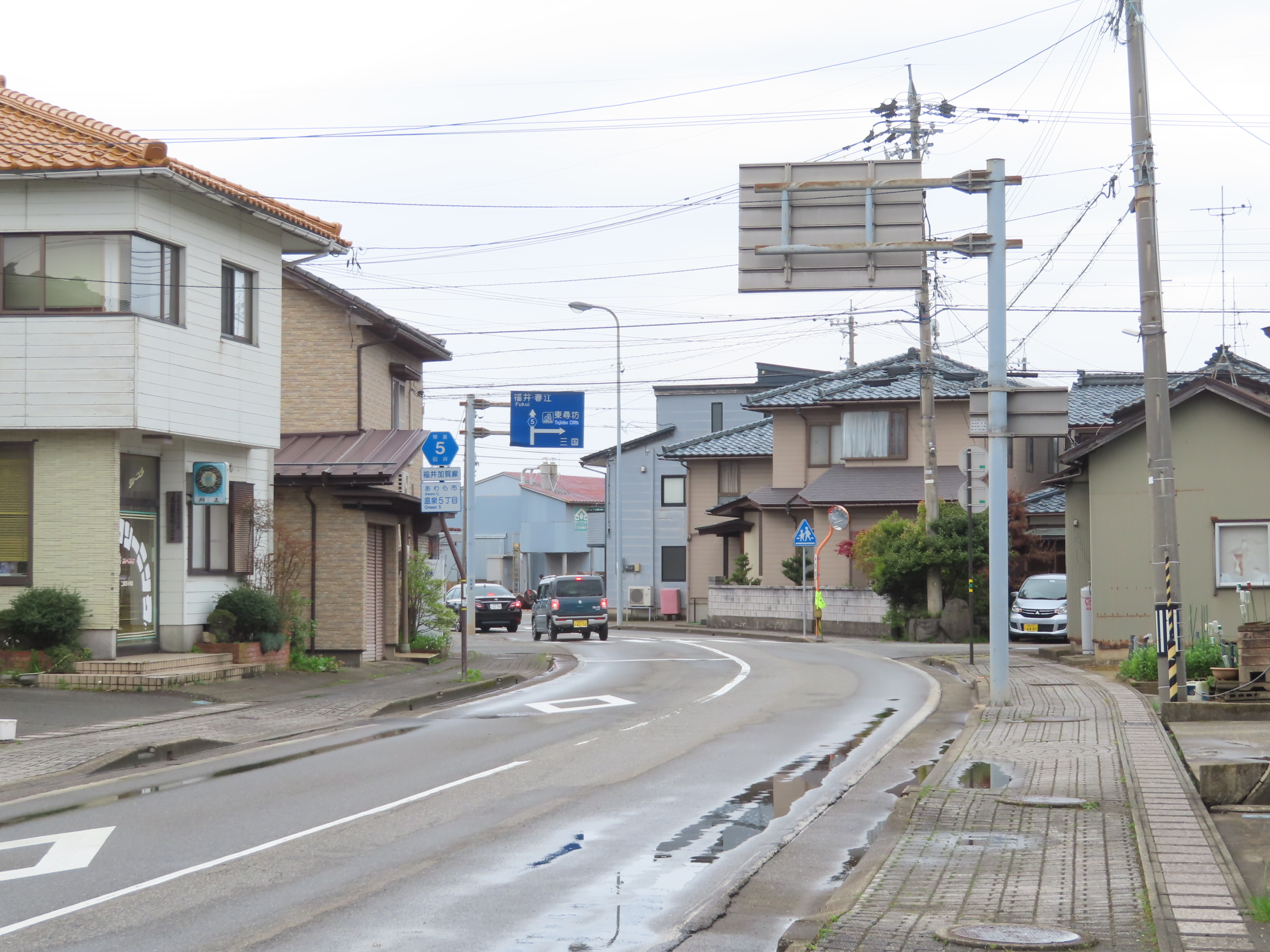
あわら市温泉5丁目

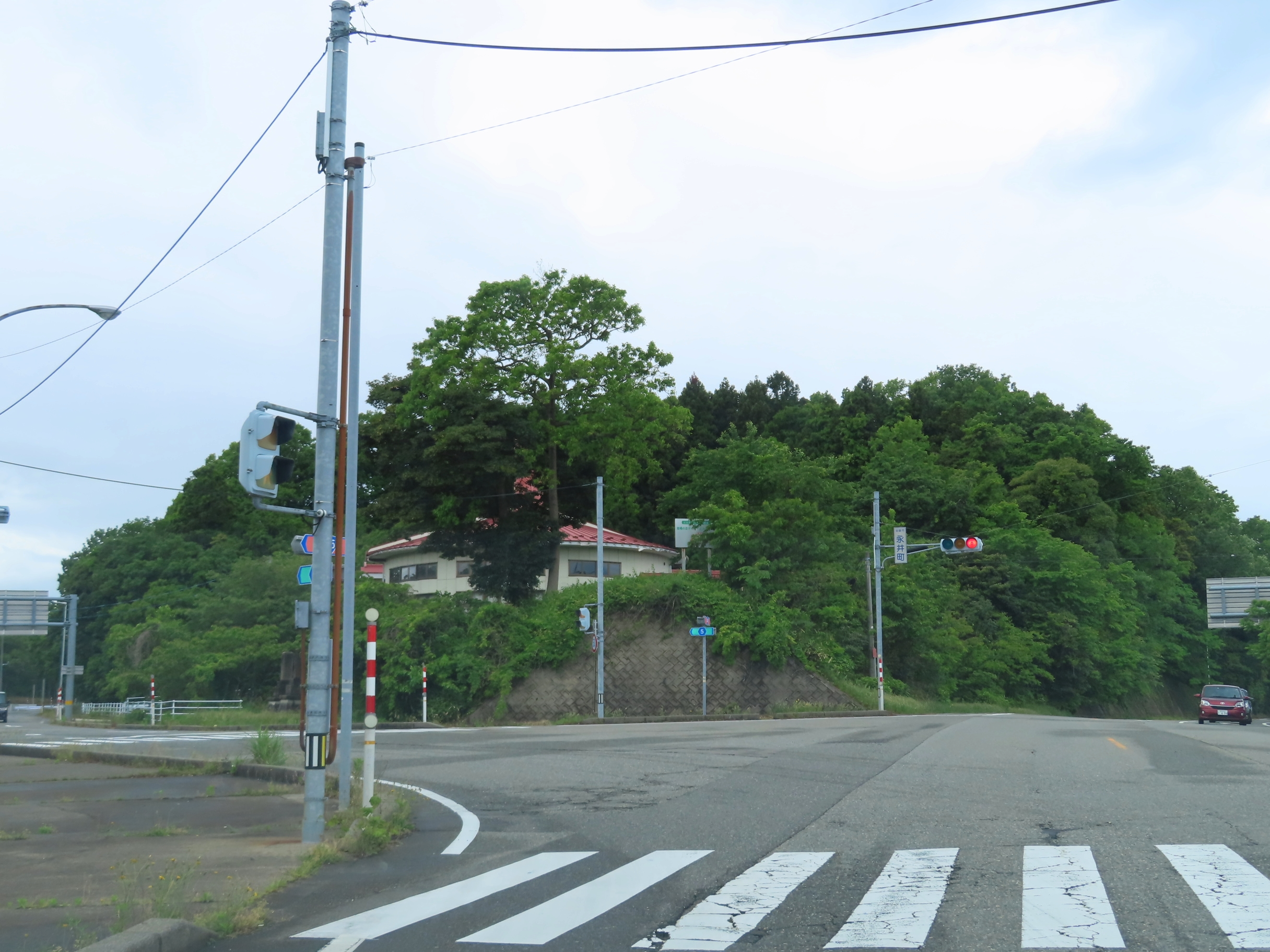
永井町交差点（石川県加賀市）

福井県道・石川県道5号福井加賀線（ふくいけんどう・いしかわけんどう5ごう ふくいかがせん）は、福井県福井市から石川県加賀市に至る主要地方道（福井県道・石川県道）である。

## 概要
福井市街地の東側に位置する同市西方を起点に、市内中心部を抜けて福井平野のほぼ中央部（坂井市・あわら市）を北上したのち芦原温泉街を通り、北潟湖沿いの国道305号との重複区間を経て、石川県加賀市大聖寺に至る路線である。
北陸自動車道福井ICから福井市街中心部へ連絡することもあって、関西方面（大阪線）や中京方面（名古屋線）と福井とを結ぶ高速バス路線もこのルート上に設定されており、交通量は比較的多いといえる。

### 路線データ
- 起点 : 福井県福井市（西方交差点、国道8号・国道158号交点）
- 終点 : 石川県加賀市大聖寺南町ホ5番11地先（大聖寺南町交差点、国道305号上・石川県道19号橋立港線・石川県道118号大聖寺停車場線交点）

## 歴史
- 1954年（昭和29年）1月20日 - 建設省（現・国土交通省）が主要地方道福井大聖寺線を指定。
- 1960年（昭和35年）10月15日：石川県が主要地方道「福井大聖寺線」として認定。
- 1969年（昭和44年）12月4日：一般国道305号の指定に伴い、福井県坂井郡芦原町（現・あわら市舟津）から石川県加賀市大聖寺南町の区間が国道と重複。
- 1971年（昭和46年）6月26日 - 建設省が主要県道福井大聖寺線の全線を福井加賀線として主要地方道に指定。
- 1992年（平成4年）4月3日：一般国道305号との重複区間が一般国道365号に指定。
- 1993年（平成5年）5月11日 - 建設省から、主要県道福井加賀線が福井加賀線として主要地方道に再指定される[1]。
- 1998年（平成10年）12月15日：吉崎バイパス開通。同区間（福井県坂井郡金津町吉崎（現・あわら市吉崎）から石川県加賀市永井町交差点）を認定。[要出典]

## 路線状況

### 通称
古くからの主要道であり、また福井市による道路愛称制定もあったため、ほぼすべての区間に別名がある。
- 城の橋通り（福井市：福井市西方交差 - 同市幸橋北詰交差）： 約 2.5 km
- フェニックス通り（福井市：福井市幸橋北詰交差 - 同市大名町交差）： 約 150 m
- 本町通り（福井市：福井市大名町交差 - 同市九十九橋北詰交差）： 約 500 m
- 芦原街道（福井市、あわら市：福井市九十九橋北詰交差 - あわら市）： 約 19.3 km（舟津口までとした場合）
- 嶺北縦貫線（福井市：灯明寺交差点 - 同市天池交差点）
  - 都市計画道路嶺北縦貫線として整備された区間で、天池交差点以北は福井県道29号福井金津線に指定されている。従前は灯明寺交差点 - 中角橋 - 中角交差点が福井加賀線であったが、中角橋を廃止し中角歩道橋へ架け替える際に、福井加賀線の灯明寺交差点 - 天池橋 - 天池交差点 - 中角交差点の経路へ指定替えが行われ、福井金津線の起点が灯明寺交差点から天池交差点へ移動した。愛称としての芦原街道も、本ルートへ差し替わっている。
- 吉崎街道（あわら市、加賀市：あわら市 - 加賀市）

### 重複区間
- 福井県道102号春江川西線（坂井市春江町松木・松木交差点 - 同市春江町中庄・中庄交差点）
- 福井県道20号三国春江線（坂井市春江町西長田・西長田交差点 - 同・西長田第2交差点）
- 福井県道101号三国金津線（あわら市下番・下番無門交差点 - 同・下番蔵間交差点）
- 福井県道9号芦原丸岡線（あわら市田中々- 同市温泉三丁目）
- 国道305号・国道365号（あわら市舟津・舟津口交差点 - 同市吉崎一丁目）
- 福井県道29号福井金津線（あわら市吉崎一丁目 - 同市吉崎・吉崎交差点）
- 国道305号・国道365号（加賀市永井町・永井町交差点 - 同市大聖寺南町・大聖寺南町交差点）

### 道路施設
- 旭橋（荒川）
- 田原橋（底喰川）
- 天池橋（九頭竜川）

### 道の駅
- 蓮如の里あわら（あわら市、国道305号・国道365号重複区間）

## 地理
福井市の中心市街地の東寄りにある西方交差点を起点に、北陸自動車道福井IC方面から延びる国道158号を延長する形で、まずは市内中心部へ向かって西北西に進む。荒川に架かる旭橋を渡り、JR福井駅南側にある高架下をくぐって柴田神社（北ノ庄城跡）を北に見ながら進むと、足羽川に架かる幸橋が視界に入ってきて、幸橋北詰交差点に突き当たる。ここまでが通称「城の橋通り」と呼ばれる区間で、かつてはここが国道158号の起点だった。交差点を北に折れると、フェニックス通りに入り、わずか150m余りではあるが福井鉄道福武線との併用区間となり路面電車と並走することになる。次の大名町交差点で西に折れると、北陸の代表的な歓楽街である片町を北側に、本町通りを進む。県道6号との接続点である九十九橋北交差点を右折した後は、しばらく北上を続ける。えちぜん鉄道三国芦原線踏切を渡るとすぐに福井大学文京キャンパス前を通過する。この地区には福井大学を中心に教育機関が他にも多数立ち並んでおり、文教地区および学生街を形成している。さらに北へ進み、九頭竜川に架かる陸橋である天池橋を渡り終えたところ（天池交差点）で、北東方向へ延びる県道29号と分岐する。当路線はここで北西方面へと進路を変え、北上を続ける。坂井市に入ってからは豊かな穀倉地帯と少数の住宅地が断続的に広がる。続いてあわら市へ入りしばらく進むと、えちぜん鉄道三国芦原線と再び交差する。踏切を渡ると周辺には芦原温泉街が広がる。舟津口交差点で国道305号と合流し、重複区間に入る。
あわら市の国道305号重複区間では、すぐにある小高い丘陵地を越えた先の北潟湖西岸部を北進、湖の閘門直上にある開田橋で東岸へ遷移するが、その少し先の吉崎郵便局前の交差点が先述の福井市で分岐した県道29号福井金津線の終点で、ここで一旦国道を離れ福井金津線の起点方向へ重複区間が約300m、吉崎交差点から今度は北へ向きを変えて約500mの本路線単独区間が存在する。その途中で石川県加賀市に入るが、石川県側の県境案内看板と同一の鋼柱１箇所にのみ、「県道・5・石川」の六角形標識が設置されている。突き当たりの永井町交差点付近には主要地方道を示す緑線付き「５」の最後の県道区間標識があり、以降は再び合流する国道305号と重複したまま東進し、加賀市役所に近い大聖寺南町交差点が本路線の終点。国道305号・同365号はその先も続くが、南方向は石川県道118号大聖寺停車場線]で、すぐにIRいしかわ鉄道線・ハピラインふくい線境界の大聖寺駅に到達する。

### 通過する自治体
- 福井県
  - 福井市
  - 坂井市
  - あわら市
- 石川県
  - 加賀市

### 交差する道路
- 国道8号・国道158号（福井市成和一丁目・西方交差点：起点）
- 福井県道179号淵上志比口線（福井市西方一丁目・御幸交差点）
- 福井県道228号福井停車場勝見線・福井県道242号勝見稲津線（福井市勝見二丁目・勝見交差点）
- 福井県道28号福井朝日武生線（福井市中央一丁目・幸橋北詰交差点）
- 福井県道11号福井停車場線・福井県道30号福井丸岡線（福井市中央三丁目・大名町交差点）
- 福井県道6号福井四ヶ浦線・福井県道177号山奥九十九橋線（福井市中央三丁目・九十九橋北交差点）
- 福井県道115号殿下福井線（福井市照手一丁目・大仏前交差点）
- 国道416号（福井市二の宮五丁目・大宮交差点）
- 福井県道29号福井金津線・福井県道126号森田停車場中角線（福井市天池町・天池交差点）
- 福井県道163号高江針原線（坂井市春江町針原・針原北交差点）
- 福井県道160号板倉高江線（坂井市春江町田端・春江西小交差点）
- 福井県道102号春江川西線（坂井市春江町松木・松木交差点）
- 福井県道102号春江川西線（坂井市春江町中庄・中庄交差点）
- 福井県道10号丸岡川西線（坂井市春江町西長田・西長田交差点、ここから重複する福井県道20号三国春江線の終点）
- 福井県道20号三国春江線（坂井市春江町西長田・西長田第2交差点）
- 福井県道106号三国丸岡停車場線（坂井市坂井町下兵庫・下兵庫交差点）
- 福井県道154号高柳矢地線（坂井市坂井町大味・大味下交差点）
- 福井県道101号三国金津線（あわら市下番・下番無門交差点）
- 福井県道101号三国金津線（あわら市下番・下番蔵間交差点）
- 福井県道9号芦原丸岡線（あわら市田中々）
- 福井県道121号芦原湯町停車場線（あわら市温泉三丁目、重複中の福井県道9号芦原丸岡線の起点）
- 国道305号（国道365号重複・福井県道7号三国東尋坊芦原線終点・福井県道152号波松芦原線終点）（あわら市舟津・舟津口交差点）
- 福井県内の国道305号（および国道365号）との重複区間内での接続路線
  - 福井県道120号細呂木停車場北潟線・福井県道166号北潟平山線（あわら市北潟・北潟東交差点）
- 国道305号（国道365号重複）・福井県道29号福井金津線（あわら市吉崎一丁目）
- 福井県道29号福井金津線（あわら市吉崎・吉崎交差点）
- 国道305号（国道365号重複）（加賀市永井町・永井町交差点）
- 以下、石川県内の国道305号（および国道365号）との重複区間内での接続路線
  - 石川県道61号加賀インター線・石川県道296号三木塩屋線（加賀市三木町・三木交差点）
  - 石川県道141号熊坂今出線（加賀市大聖寺今出町・大聖寺関町交差点）
- 国道305号（国道365号重複）・石川県道19号橋立港線・石川県道118号大聖寺停車場線（加賀市大聖寺南町・大聖寺南町交差点、終点）

### 沿線にある施設など
- 柴田神社
- 福井銀行本店
- 福井大仏
- 福井市文化会館
- 福井大学文京キャンパス
- 日華化学本社
- 新田義貞戦没伝説地
- 坂井市立春江西小学校
- あわら市芦原小学校
- 北潟湖
- 国立病院機構あわら病院
- 吉崎御坊
- あわら市吉崎小学校